# Terrerola de Fischer
La terrerola de Fischer (Eremopterix leucopareia) és una espècie d'ocell de la família dels alàudids (Alaudidae).

## Descripció
- Mascle amb el dors i ales marró grisenc. Capell marró. Un anell negre l'envolta el cap des del front fins al clatell. Part posterior del coll marró. Galtes blanques. Barbeta negra que continua en un pitet enmig d'un pit blanc.
- El color general de la femella és marró grisenc amb ratlles longitudinals. Gola i abdomen blanquinós.

## Hàbitat i distribució
Viu a les zones àrides de l'Àfrica oriental, al nord-est d'Uganda, Kenya, Tanzània, Burundi, Ruanda, és de la República Democràtica del Congo i nord de Zàmbia i de Malawi.